# Mattanza (Album)
Mattanza ist das einzige Musikalbum der Alternative-Rock-Band Great Tuna aus Detmold in Ostwestfalen. Es erschien 1994.

## Einordnung
Das Album Mattanza ist Bestandteil einer extrem kreativen Phase des Songwriters Christopher Uhe zwischen 1993 und 1996. Neben Great Tuna war er auch ein Teil des Duos Locust Fudge und spielte in der Band Sharon Stoned, einer Neuauflage seiner ursprünglichen Band Speed Niggs.
Ein Kennzeichen von Mattanza, das dieses Album von allen anderen Veröffentlichungen Uhes unterscheidet, ist die extrem gute Durchhörbarkeit. Mit Ausnahme des Titelsongs, einer sperrigen Instrumentalnummer, und des experimentellen To a Friend sind alle Songs sehr melodieorientiert und wirken sehr popping, teilweise fast kitschig. Stücke wie Lovely Soul oder Love like a Train erinnern an amerikanische Bands wie die Counting Crows oder Soul Asylum und haben durchaus Hitqualitäten.
Das Album enthält mit To a Friend und Philippe#2 zwei Songs, die in anderen Versionen auch auf Veröffentlichungen der Bands Sharon Stoned und Locust Fudge zu hören sind. Eine typische Arbeitsweise des Songwriters Christopher Uhe.
Als Gastmusiker sind auf Mattanza unter anderem Markus Krüger von Maria Perzil und Dirk Dresselhaus von den Hip Young Things zu hören.
Einem größeren Publikum präsentierte sich Great Tuna auf der ersten Deutschlandtour der britischen Band Oasis im November 1994.
Der Begriff Mattanza (it. „Abschlachten“) bezeichnet die traditionelle Thunfischjagd vor den Küsten Siziliens und Sardiniens und wird als Synonym für den Zweiten Großen Mafiakrieg benutzt, in dem Anfang der 1980er Jahre auf Sizilien vermutlich mehr als 1.000 Menschen ums Leben kamen.

## Titelliste
1. Tricks – 3:37
2. Dic Nobis Maria – 3:38
3. No Phone – 3:38
4. Another Song I hate – 4:48
5. Lovely Soul – 2:52
6. Gorge of Pain – 4:06
7. Killing Time – 3:40
8. No Vacancy – 5:12
9. To a Friend – 3:38
10. Mattanza – 3:54
11. Don´t talk about it now – 4:03
12. Love like a Train – 4:50
13. Philippe#2 – 4:34
14. Big sweet Nothing – 6:48
15. Negative – 4:26

Alle Songs wurden von Christopher Uhe geschrieben, außer Big sweet Nothing von Christopher Uhe und Christoph Pfeifer und das Instrumentalstück Mattanza von Ralph Hansmann, Christopher Uhe und Uwe Blomel.